# Lac de Sylans
Le lac de Sylans est un lac naturel situé dans le département de l'Ain, sur les communes du Poizat-Lalleyriat et des Neyrolles. Il connaît des variations de niveau importantes pouvant atteindre quatre à cinq mètres. 

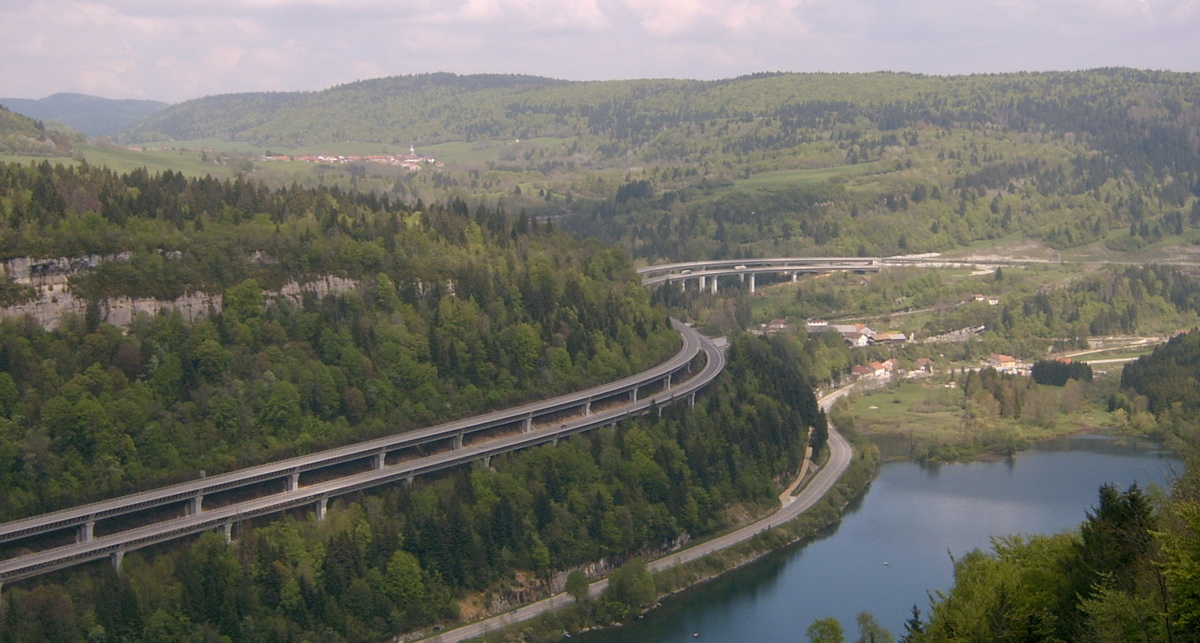
Le lac et le viaduc de Sylans sur l'autoroute A40.

## Géographie
Le lac de Sylans occupe une partie de la cluse de Nantua, une vallée creusée lors des dernières glaciations. Mais la formation du lac est bien plus récente, puisqu'elle est le résultat de l'effondrement d'une portion de la falaise nord de la vallée il y a plusieurs siècles. Ce gigantesque éboulement a comblé en partie la vallée, entre les glacières de Sylans et les sources de la Doye, au-dessus des Neyrolles. Le cours d'eau situé à la place du lac coulait, avant l'éboulement, en direction des Neyrolles. Le lac s'est donc créé à l'amont de l'éboulement.
Aujourd'hui, le lac se déverse toujours en direction des Neyrolles puis de Nantua, car ses eaux s'infiltrent à travers l'éboulement pour ressortir au niveau des sources du ruisseau de la Doye. C'est pour cela qu'en été, lors des périodes sèches, le niveau du lac peut baisser fortement. Pendant les périodes humides, par contre, le passage souterrain permettant d'évacuer les eaux du lac en direction des Neyrolles n'est pas suffisant. Son niveau monte jusqu'à ce qu'il se déverse en direction de Saint-Germain-de-Joux puis de Bellegarde-sur-Valserine, de l'autre côté de la cluse de Nantua, par le ruisseau le Combet, affluent de la rivière la Semine qui elle-même rejoint la Valserine.

## Les glacières de Sylans

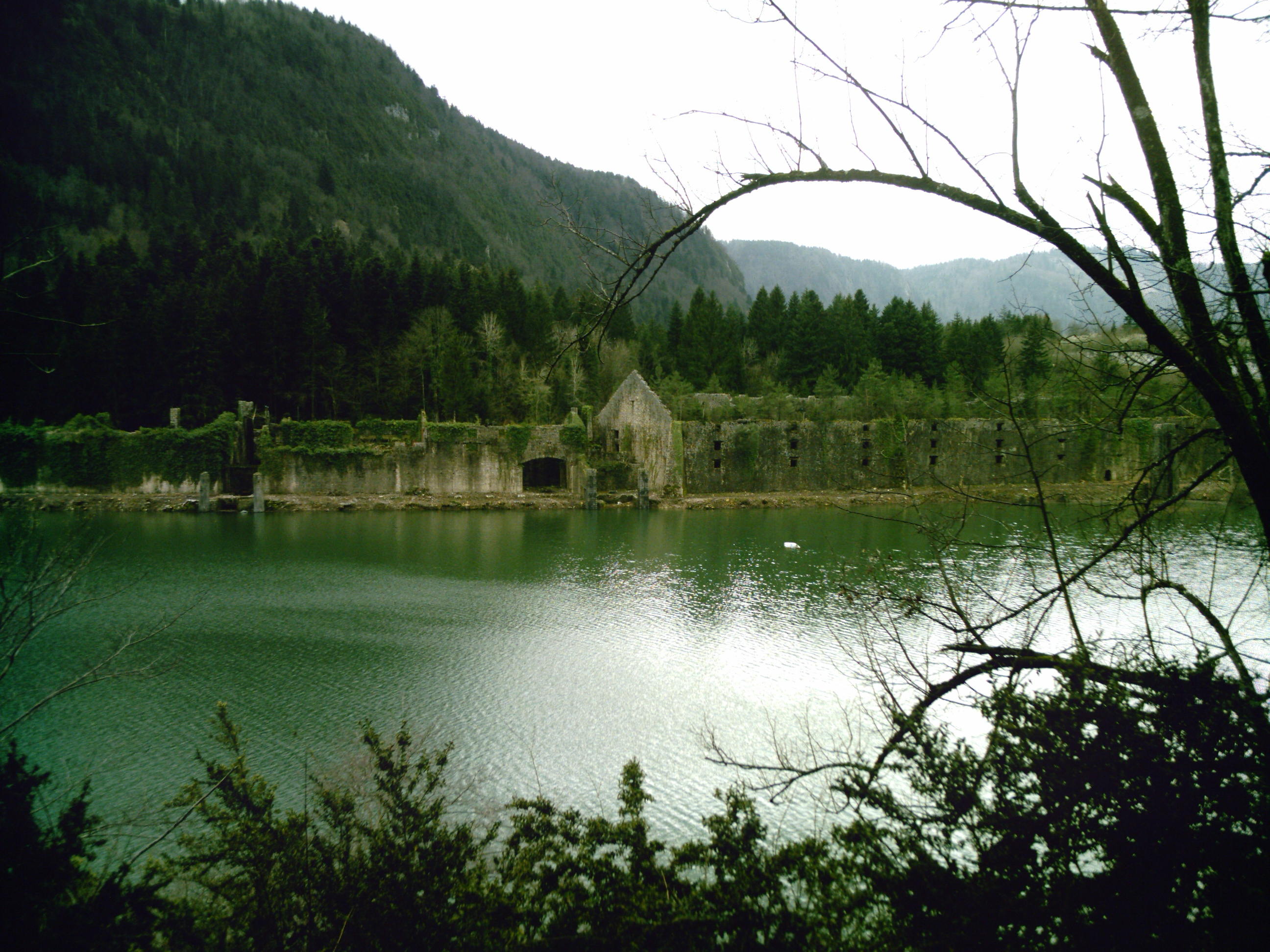
L'ancienne glacière du lac de Sylans

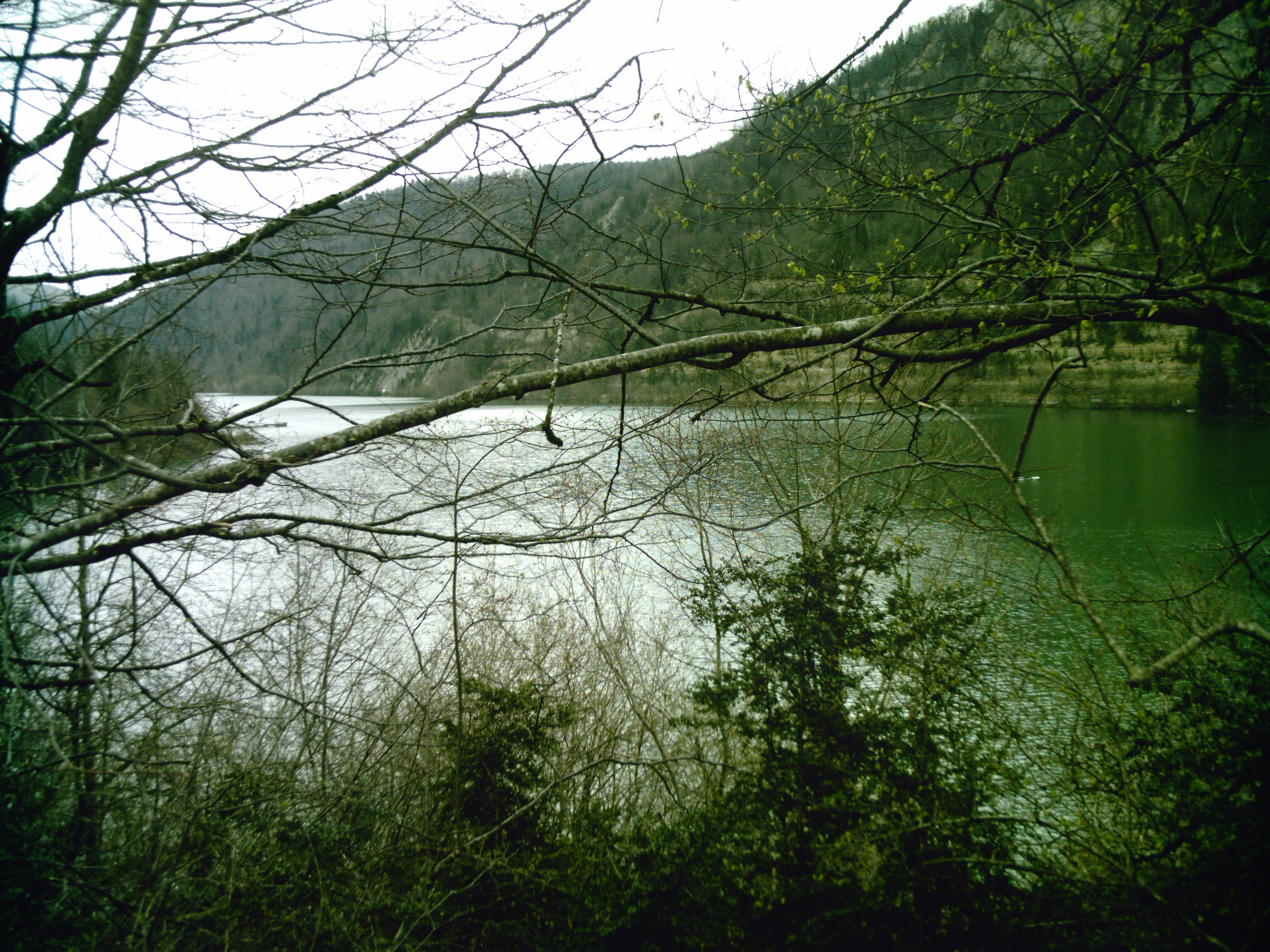
Le lac de Sylans

Les glacières sont nées en 1865 sur une idée de Joachim Moinat, propriétaire d'un café à Nantua, qui a l'idée d'utiliser pour son établissement la glace très pure qui recouvre chaque hiver le lac de Sylans. En effet, cette pureté permet la production d'une glace limpide prête à la consommation. Pour stocker la glace, il fait construire un bâtiment en bois, puis un second en 1875, constitué de murs à double paroi comblée par un mètre de sciure pour assurer une meilleure isolation.
Vers 1880, elles fournissent en moyenne 300 000 tonnes de glace par an.
Avec l'ouverture de la voie ferrée La Cluse - Bellegarde en 1882, qui longe le lac sur sa rive sud, ce sont 20 à 30 wagons qui partent tous les jours pendant l'été pour Paris, Lyon, Marseille, Toulon et même Alger. Chaque wagon transporte 10 tonnes de glace, recouverts d'une toile de jute, de paille, et d'une bâche pour l'isolation. Ainsi les pertes sont limitées, puisqu'on estime que sur 10 tonnes expédiées, 8 arrivent à Paris.
En 1885, Moinat vend son affaire à la Société des glacières de Paris qui fait construire de nouveaux bâtiments en bois puis en pierres entre 1890 et 1910 pour servir de logements, de bureaux, de cantine, d'écurie à chevaux et d'ateliers de réparation.
La fabrication de glace artificielle à partir de 1900, des hivers moins rigoureux de 1911 à 1913 et la Première Guerre mondiale vont mettre un terme à cette exploitation en 1917, précédant la vente des bâtiments en 1925.
Aujourd'hui ne subsistent que des vestiges de ce qui constituait l'un des plus importants chantiers de glace du XIXe siècle. Des restaurations sont en cours et ont déjà permis de redécouvrir ce que pouvaient être les entrepôts.

## Accès
- Depuis Nantua par la D1084, après Les Neyrolles, direction Bellegarde-sur-Valserine.
- Depuis Bellegarde-sur-Valserine par la D1084 direction Nantua.
- Par l'autoroute A40 (Autoroute des Titans) :  09 (Nantua, les Neyrolles).